# Weihergut
Weihergut ist heute ein Ortsteil der Gemeinde Duggendorf im Oberpfälzer Landkreis Regensburg (Bayern). Die Einöde liegt etwa drei Kilometer nordöstlich von Duggendorf.

## Geschichte
Bei dem Weihergut füllen einige Quellen einen kleinen Weiher, in dem sich vermutlich viele Erzschlacken von dem ehemaligen Hammer Heitzenhofen befinden. Für die hier befindlichen Köhlereien waren solche Weiher sehr willkommen, aber auch für die Haltung von Schafen waren sie nützlich. 1617 erhoben die Bauern Klage, dass auf Hammer Heitzenhofen eine ganze Schäferei gehalten würde; nach Überlieferung soll hier also eine größere Schafstallung gewesen sein. 
Der erste Ansiedler und Gütler an diesem Platze wurde „Rot’nbauer“ genannt. Der dortige „Rot’nacker“ verdankt seine Bezeichnung wohl der rötlichen Farbe des Lehmbodens bzw. den hier abgelagerten Erzschlacken. Eigentlich heißt die Besitzerfamilie Meier und die Nachkommen haben bis heute das Weihergut im Mannesstamme weitervererbt. 
Weihergut gehörte bis zum 1. Januar 1971 zur selbständigen Gemeinde Heitzenhofen. Heitzenhofen wurde danach bis zum 1. Mai 1978 nach Wolfsegg eingemeindet. Nach einem Bürgerentscheid wurde im Zuge der Gemeindegebietsreform zum 1. Mai 1978 Schwarzhöfe mitsamt den anderen Ortsteilen von Heitzenhofen nach Duggendorf umgemeindet.